# Homer jde studovat
Homer jde studovat (v anglickém originále Homer Goes to College) je 3. díl 5. řady (celkem 84.) amerického animovaného seriálu Simpsonovi. Scénář napsal Conan O'Brien a díl režíroval Jim Reardon. V USA měl premiéru dne 14. října 1993 na stanici Fox Broadcasting Company a v Česku byl poprvé vysílán 28. dubna 1995 na stanici ČT1.

## Děj
Během inspekce Springfieldské jaderné elektrárny, kterou provádí Komise pro jaderný dozor, je Homer umístěn do testovacího modulu, který simuluje přepětí. Nemá tušení, co má dělat, a tak náhodně mačká tlačítka a způsobí jaderný výbuch, přestože dodávka s modulem neobsahuje žádný jaderný materiál. Pan Burns nabídne komisi úplatek, i tak mu ale úředníci komise sdělí, že Homerova práce vyžaduje vysokoškolské vzdělání v oboru jaderné fyziky. Poté, co Homera odmítnou na všech školách, kam se hlásí, mu pan Burns pomůže zapsat se na Springfieldskou univerzitu.
Homer zanedbává studium a místo toho žije ve svých představách o vysokoškolském životě, které získal z filmů a televizních pořadů pro dospívající. V domnění, že vysokoškolský život je plný žertů, večírků a přísných děkanů, uráží Homer děkana Petersona, protože si myslí, že je to starý, krutý administrátor – zatímco ve skutečnosti má mladý děkan dobrý vztah ke studentům a je bývalým baskytaristou skupiny The Pretenders.
Homer je požádán, aby předvedl, jak funguje urychlovač protonů, a způsobí ve třídě jaderný výbuch. Děkan Peterson doporučí Homerovi doučování. Když se jeho doučovatelé – tři šprti jménem Benjamin, Doug a Gary – snaží Homerovi pomoci pochopit fyziku, odmítá spolupracovat. Místo toho je s Bartem přesvědčí, aby provedli žert na konkurenční Springfieldské univerzitě A&M a unesli maskota školy, prase jménem Sir Oinkcelot. Jakmile Homer nakrmí prase sladovým likérem, jsou z incidentu obviněni šprti a vyloučí je.
Homer je pozve, aby se nastěhovali k Simpsonovým. Jejich přítomnost rychle naruší běžný chod rodiny. Když Marge nařídí Homerovi, aby je vystěhoval, pokusí se je znovu přijmout na vysokou školu důmyslnou mystifikací: málem má autem srazit Petersona, ale šprti ho mají na poslední chvíli odstrčit z nebezpečí. Homer doufá, že děkan bude šprtům tak vděčný za záchranu života, že je znovu přijme. Plán se zvrtne poté, co Homerovo auto děkana skutečně srazí a vážně ho zraní. V nemocnici Homer žádá, aby Benjamina, Douga a Garyho znovu přijali do nemocnice. Děkan souhlasí a oni se nastěhují zpět do svého starého pokoje na koleji.
Blíží se konec semestru a Homer není připraven na závěrečnou zkoušku, a tak mu šprti pomáhají se na ni připravit. Přes veškerou snahu se Homer fláká a dostane F. Šprti se nabourají do školních záznamů a změní mu známku na A+, ale Marge to zjistí a donutí Homera, aby si předmět zapsal znovu, aby šel Bartovi a Líze dobrým příkladem. Během závěrečných titulků je Homerův návrat na vysokou školu plný klišé: rvačka o jídlo, vycpávání telefonní budky a šikana. Homer se během slavnostní promoce mihne před diváky.

## Produkce
Díl byl poslední epizodou Simpsonových, na které se Conan O'Brien podílel jako jediný autor; jeho poslední autorský podíl byl na Domu plném hrůzy, jejž napsal společně s dalšími pěti autory. O'Brien opustil seriál v polovině natáčení řady a začal uvádět vlastní pořad Late Night with Conan O'Brien na stanici NBC. O'Brien byl informován, že byl najat stanicí NBC nedlouho před začátkem natáčení této epizody, a byl nucen od smlouvy odstoupit. Koncept dílu spočíval v tom, že Homer navštěvuje vysokou školu, ale veškeré své chápání toho, co je to vysoká škola, zakládá na „špatných vykrádačkách filmu Zvěřinec časopisu National Lampoon“. O'Brien v komentáři na DVD zmínil, že výstřelky postav Benjamina, Douga a Garyho byly založeny na třech „neuvěřitelných šprtech“, kteří bydleli na stejné koleji jako O'Brien.
Vedení stanice Fox Network chtělo, aby se řada začala dílem Homer jde studovat, protože šlo o parodii na Zvěřinec časopisu National Lampoon. Scenáristé se však domnívali, že Homerovo pěvecké kvarteto bude lepší kvůli účasti George Harrisona. Během epizody Homer zpívá: „I am so smart! S-M-R-T… I mean S-M-A-R-T!“, zatímco zapaluje své maturitní vysvědčení (a s ním i dům). Během natáčení písničku zpíval Dan Castellaneta a omylem špatně napsal „smart“. Scenáristé se rozhodli, že takhle je to mnohem vtipnější, protože to vypadalo jako něco, co by udělal Homer, a tak tam ten zjevný vtip nechali. Od té doby se píseň stala oblíbenou u fanoušků.
Epizodu režíroval Jim Reardon, který poznamenal, že si ji pamatuje kvůli několika scénám, v nichž je děj sledován skrz okna, například když Homer žertem volá děkanovi. Animátoři měli málo času, a tak pro návrh Garyho vzali dřívější kresbu režiséra Riche Moora a udělali z něj Afroameričana.

## Kulturní odkazy
Epizoda obsahuje několik odkazů na film Zvěřinec časopisu National Lampoon, včetně písně „Louie Louie“ od skupiny The Kingsmen, která hraje v průběhu celého filmu. Gaučový gag s obrovskou růžovou nohou, která Simpsonovy mačká, je odkazem na Amorkovu nohu z televizního seriálu Monty Pythonův létající cirkus. Na film Monty Python a Svatý Grál odkazuje i to, když Benjamin, Doug a Gary napodobují rytíře, kteří říkají Ni. Trojice hraje Dungeons & Dragons, vedou hádky kvůli Star Treku a jejich pokoj má číslo 222, což je odkaz na televizní seriál Room 222. Homer má na zdi pověšené plakáty Alberta Einsteina a W. C. Fieldse. Bart škrábe na tabuli, aby upoutal pozornost všech, což je odkaz na film Čelisti. Epizoda obsahuje první zmínku o internetu v seriálu Simpsonovi jako o „počítačových signálech“, které jsou vysílány mezi nerdy a MIT. Obrázek na koleji, na kterém jsou čtyři muži ve stříbrných kopulovitých čepicích, připomíná skupinu Devo z 80. let. Fráze, jež šprti říkají, když je Homer vítá („Intruder Alert“ a „Stop the Humanoid!“), jsou z arkádové hry Berzerk z roku 1980.
Pan Burns žádá Homera, aby „našel nefritovou opici“, čímž odkazuje na film Maltézský sokol, a také nabízí jaderným inspektorům pračku a sušičku nebo obsah tajemné krabice, což paroduje show Let's Make a Deal. Burnsův únikový modul se podobá tomu, který používají R2-D2 a C-3PO v prvním filmu Star Wars. Pan Burns se snaží dostat Homera na vysokou školu pomocí násilí a udeří jednoho z členů přijímací komise baseballovou pálkou, což je odkaz na film Nedotknutelní.

## Přijetí

### Kritika
Epizoda získala od televizních kritiků převážně pozitivní hodnocení. Autoři knihy I Can't Believe It's a Bigger and Better Updated Unofficial Simpsons Guide, Warren Martyn a Adrian Wood, napsali: „Homer ve své největší nesnesitelné hlouposti v další vynikající epizodě – jeho postoj k ‚starému zatuchlému děkanovi‘ z koleje (který byl ve skutečnosti baskytaristou skupiny The Pretenders) je radost.“. Thomas Rozwadowski z Green Bay Press-Gazette uvedl Homerovu scénu, když trápí prase, jako „okamžitě zapamatovatelnou“. V roce 2019 díl časopis Consequence zařadil na první místo svého seznamu 30 nejlepších epizod Simpsonových.
Colin Jacobson z DVD Movie Guide se vyjádřil, že se letos „nevyrovnala svým dvěma předchůdcům Homerovo pěvecké kvarteto a Mys hrůzy, ale přesto zůstává silným dílem. Vlastně se rozjíždí trochu pomalu, ale cestou nabírá na obrátkách. Obsahuje několik klasických momentů Homerovy idiocie – těžko ho překonat při honbě za veverkami s klackem – a jeden z lepších vizuálních gagů prostřednictvím Burnsovy židle. Komu se může nelíbit seriál, v němž Richard Nixon vyhrožuje Homerovi kvůli opilému praseti?“. Odkaz epizody na film Nedotknutelní označil Nathan Ditum z Total Filmu za 13. největší filmový odkaz v historii seriálu.
V roce 2014 autoři Simpsonových vybrali Burning Down the Mouse z této epizody jako jeden z devíti nejoblíbenějších dílů Itchyho a Scratchyho všech dob.

### Sledovanost
V původním vysílání skončil díl v týdnu od 11. do 17. října 1993 na 44. místě ve sledovanosti s ratingem 11,3 podle agentury Nielsen a sledovalo ho 10,5 milionu domácností. V tomto týdnu byl spolu s Beverly Hills 90210 nejsledovanějším pořadem na stanici Fox.